# 神戸新開地・喜楽館
神戸新開地・喜楽館（こうべしんかいち・きらくかん）は、兵庫県神戸市兵庫区新開地二丁目にある寄席で、2018年7月11日に開館。「天満天神繁昌亭に次ぐ上方落語の定席の一つ」とされていて、落語などの興行を連日開催している。通称は喜楽館。
当ページでは、朝日放送ラジオと共同で2023年から開催している「神戸新開地・喜楽館AWARD」（上方落語協会に所属する入門16年目から25年目までの落語家が対象の落語コンクール）についても述べる。

## 歴史

### 開館に至るまでの経緯
神戸の歓楽街である新開地には寄席として「神戸松竹座」があったが、1976年に閉館していた。2014年に当時上方落語協会会長だった6代桂文枝が「神戸あたりにも上方落語の定席を」と発言したと報じられたのをきっかけに、地元商店街より寄席開設の要望が上方落語協会に寄せられた。まもなく協議が開始されたが、いったん凍結状態となる。その後、県や市の協力を得て検討が再開され、2016年秋に上方落語協会の臨時総会で事業推進を可決、2017年3月に上方落語協会・兵庫県・神戸市とNPO法人の間で協定が締結されるとともに「（仮称）神戸新開地演芸場」として構想が公表された。建設費の2億円は半分が国からの補助、残る半分が兵庫県と神戸市の助成で贖われている。立地はかつて「神戸松竹座」のあった筋向かい、やや南側に当たる。
館名については、2017年3月から一般公募を実施。応募の総数は1046通で、同年8月16日に起工式が催された際に、「神戸新開地・喜楽館」に決定したことが発表された。
その一方で、開館前の2018年2月には、朝日放送で演芸番組の制作に携わってきた成宮恒雄（元・同局アナウンサー→ディレクター・プロデューサー）を支配人に選定していた。しかし、成宮が開館の前に支配人への就任を辞退したため、支配人不在のまま開館に至っている。

### 開館後の主な動き
2018年7月8日・9日のプレオープンイベントを経て、同月11日にオープン。正式オープンの当日には、50人の落語家による開館記念のパレードが新開地商店街で催された。
オープンの時点で文枝が名誉館長に就いていた関係で、舞台に掲げられている館名には、本人の書による「喜」の文字が充てられている。また、ロゴマークには桂あやめ（文枝の妹弟子）が碇を模して描いたイラストが使われている。その一方で、神戸大学落語研究会OBの山本憲吾が、開館を機に「マネジャー」へ就任。寄席をはじめ、当館の利用促進に向けた企画業務などを担っている。
オープンから2019年3月末までの265日間の入場者数は4万5800人で、客席数が当館とほぼ同じ（216席）である天満天神繁昌亭のオープンからの265日間における入場者数の半分を下回っていたが、運営を担う「新開地まちづくりNPO」ではこの時点で「ほぼ予想通り」との見解を示していた。
オープンの当初から、「昼席」（上方落語協会に所属する落語家による落語の公演）と、「夜席」による二本立て体制を軸に運営。落語以外のジャンルの公演を、「夜席」で組むこともある（詳細後述）。もっとも、日本国内で新型コロナウイルスへの感染拡大が始まった2020年には、「昼席」の通常公演を3月3日から7月22日まで、「夜席」の通常公演を3月7日から9月16日まで中止。その一方で、7月11日には開館2周年の特別公演を開催した。2021年に入ってからも、兵庫県が新型インフルエンザ等対策特別措置法に基づく緊急事態宣言を1月13日付で発出したことを受けて、「夜席」の終演時間を20:00に繰り上げる措置を一時解除の前日（2月27日）まで実施。しかし、宣言が4月25日に再び発出されたことを受けて、6月6日まで全面的な休館を余儀なくされた。6月7日の「昼席」で営業を再開してからは、客席に6台のサーキュレーターを新設するなど、館内の換気対策を強化している。
2021年9月からは、「新型コロナウイルスへの感染拡大で不要不急の外出や交流が制限されている状況で、近隣の施設へ入居している高齢者を、落語による笑いで元気付ける」という趣旨の下に、木曜日（または金曜日）の「夜席」で「元気寄席」を開始。当館と神戸新聞社の共催による落語会で、開催に際しては神戸市からのサポートを受けているほか、有料による動画のオンライン配信サービス（詳細後述）向けの収録も兼ねている。
開館以来支配人が不在のまま、マネジャーの山本を中心に運営されていたが、神戸大学落語研究会での山本の後輩に当たる伊藤史隆（神戸市在住の朝日放送テレビアナウンサー）を2023年4月1日付で初代の支配人に招聘。伊藤は前日（3月31日）に同局で正社員としての定年（60歳）を迎えた後も、嘱託扱いの「シニアアナウンサー」として同局に在籍しているが、実際にはアナウンサーとの活動と並行しながら当館の運営に従事している（就任に至る経緯は当該項で詳述）。2024年には、落語への造詣が深い芦沢誠（朝日放送テレビのシニアアナウンサーで東京都の出身）と、同局の正社員でありながら「アマチュアの落語家」としても活動している桂紗綾（結婚前の旧姓である「桂」を結婚後も公の活動で用いているアナウンサー）が、伊藤からの委嘱によって1月1日付で「神戸新開地・喜楽館アンバサダー」に就任。サンテレビジョン（野球中継などで朝日放送テレビと関係の深い兵庫県域の独立局）からも、「落語が大好き」という橋本航介（県内で出生したスポーツアナウンサー）に2月27日付でアンバサダー職を委嘱している。

## 特徴
特定非営利活動法人の「新開地まちづくりNPO」が運営。上方落語協会の喜楽館担当委員会（神戸に縁のある落語家約10名で構成）が「番組」（公演のプログラム）を編成している。初代支配人の伊藤も、開館5周年（2023年7月11日）の節目で正式に就任したことを機に、館内イベントの進行や館外への広報活動などと並行しながら「番組」の編成に従事。
寄席の終演後には、天満天神繁昌亭と同様に、出演した落語家がロビーで観客の見送りに出ている。

## 番組
- 昼席 14:00 - 16:30
  - 落語6 - 7席と色物。上方落語協会からの委託を受けて運営されているため、同協会に所属していない落語家は「昼席」に出演できない。
- 夜席 17時台以降（演目によって異なる）
  - 貸しホールとして、上方落語協会に所属していない落語家の独演会、ジャズなどの音楽イベント、講談・浪曲・演劇の公演などを開催することもある[15]。

## 料金
- 一般： 前売2,300円　当日2,800円（昼席の料金。夜席は公演ごとに異なる）

団体割引は10人以上から。

## 来場者や寄付者への特典
開館から1周年を経過した2019年7月には、桂あやめからの提案を受けて、御朱印帳を模したスタンプカード「御笑印帳」（ごしょいんちょう）を冊数限定で販売。「昼席」を鑑賞する際に「御笑印帳」を提示した来場者には、1回の来場につき「御笑印」（ごしょういん）を1個押しているほか、「御笑印」が8個に達した来場者には1回分の「昼席」を無料で鑑賞することを認めている。ただし、「昼席」以外の公演では「御笑印帳」の利用を認めておらず、「御笑印帳」の販売も2019年の12月上旬までに終了した。
その一方で、新型コロナウイルス感染症の流行に伴う2020年の一時休館を機に、今後の運営に向けた寄付金を募る「喜楽館タニマチ制度」を創設。寄付者には、寄付の金額に応じた返礼品（入場券を割引価格で購入できる「喜楽館タニマチ名刺」など）が贈られるほか、「当館の入口に設けた芳名板に氏名・会社名を掲出する」といった特典を受けられるようになっている。

## 「おうちで元気寄席」
当館と神戸新聞グループが共同で運営しているサービスで、「元気寄席」で収録した動画を「サブスクランプ」（月額会員制のサブスクリプション方式による配信サービス）を通じて配信している。
「元気寄席」では前述したように、近隣の高齢者施設への入居者を「笑いの力」で元気付けるべく、2021年9月の初回公演から動画を収録。収録した動画を90分前後に編集したうえで、高齢者施設の管理者・経営者・運営法人を対象に、同年10月から「KOBE_TV」（神戸新聞グループが運営するオンライン動画配信サイト）を通じて月間／年間契約制の有料配信サービスを始めた。このような取り組みを続けるうちに、上記の条件に該当しない一般の落語ファンから「（『元気寄席』が当館で開かれている）夜間に外出することは難しい」「寄席の動画をオンライン配信を通じて自宅で視聴したい」といった意見や要望が多々寄せられたため、2022年4月から配信の対象を高齢者施設と無関係の個人にも拡大した。
「おうちで元気寄席」では、配信サービスの月額利用料を（消費税を含めて）1,100円、配信動画の更新日を毎週火曜日、直近の公演動画の配信期間を更新日から1週間に設定。動画の視聴には「サブスクランプ」への事前登録が必要で、クレジットカード以外の決済手段には対応していない。ただし、登録の初月のみ無料扱いで、過去の配信分から厳選したアーカイブ動画（「特選アーカイブ」）を4本まで視聴できる。さらに当館では、登録会員から毎月抽選で若干名を「元気寄席」に無料で招待している。

## 「神戸新開地・喜楽館AWARD」
上方落語のさらなる発展と新開地地区の再興を目的に据えた喜楽館史上初めての落語コンクールで、2023年から開催。開館5周年を迎えた同年7月11日付で伊藤が支配人へ正式に就任したことを機に、朝日放送ラジオとの共催イベントとして発表された。
開催に際しては、江戸落語の「真打」に相当する制度が上方落語に存在しないことを踏まえて、参加資格を「若手真打」世代の上方落語協会員（入門16年目から25年目までの会員）に限定。喜楽館の観客に加えて、『日曜落語 〜なみはや亭〜』（発案者でもある伊藤が支配人就任前の1997年10月から「席亭」という肩書で進行している朝日放送ラジオの演芸番組）のリスナーが、「投票」という形式で審査している。
コンクールは「予選会」と「決勝」の2段階で、いずれも当館の「夜席」に充当。「予選会」は『なみはや亭』の公開収録を兼ねていて、審査を希望するリスナーを抽選で当館に招いている。「決勝」については、「有料興行」として扱う一方で、朝日放送ラジオが「『なみはや亭』の特別番組」として生中継。喜楽館の観客と特別番組のリスナーから「投票」を受け付けた後に、合計の得票数が最も多い決勝進出者を「優勝者」として表彰している。
「優勝者」には朝日放送ラジオからの「副賞」として、「優勝者」の高座名を冠した特別番組（冠番組）を後日に放送する。その一方で、「優勝者」に対する賞金の金額をあらかじめ決めない代わりに、前述した「タニマチ制度」をベースに喜楽館の観客から「浄財」（賞金の原資に当たる寄付金）を募集。後述する「決勝」の当日まで館内に募金箱を設置したうえで、募金箱に寄せられた「浄財」の全額を賞金に充てるほか、協賛の企業・団体から「優勝者」向けの「副賞」を提供している。
ちなみに、天満天神繁昌亭でも、「上方落語若手噺家グランプリ」を2015年から年に1回のペースで開催している。「上方落語若手噺家グランプリ」も「予選」と「決勝」で構成されているが、参加資格を入門4年目から18年目までの上方落語協会員に限っていることや、同協会の「若手育成委員会」のメンバー（出場者より入門歴の長い落語家）と（伊藤以外の）在阪テレビ・ラジオ局関係者だけで審査していることなどが当コンクールと異なる。

### 過去の「決勝」

#### 司会・ゲスト・開口一番
| 回 | 開催日                   | 司会               | ゲスト   | 開口一番   |
| --- | ------------------------ | ------------------ | -------- | ---------- |
| 1 | 2023年12月3日（日曜日）  | 伊藤史隆1 桂紗綾12 | 内海英華 | 笑福亭呂翔 |
| 2 | 2024年12月15日（日曜日） | 伊藤史隆1 桂紗綾1  | 内海英華 | 林家染八   |
| - 1 朝日放送テレビのアナウンサー（伊藤は当館の支配人と兼務）。 - 2 「アンバサダー」への就任前に担当。 |                          |                    |          |            |

#### 進出者・演目・結果
- 「進出者」：開演直前の抽選で決まった出番順に表記。
- 「浄財」：優勝者に対する賞金で、館内の募金箱に投じられた現金の総額だけを円で表記[47]。
- 「館内投票」：館内の観客による投票で、『日曜落語 〜なみはや亭〜』などを通じて開催後に判明した総得票数（票）を（　）内に表記。
- 「館外投票」：「館外」（朝日放送ラジオからの生中継、radikoからのサイマル配信、動画のライブ配信）での視聴者による事前登録制の投票で、『なみはや亭』などを通じて開催後に判明した得票率（%）を（　）内に表記。

| 回 | 優勝者     | 「浄財」の総額 | 進出者（演目）                   | 「館内投票」での順位 | 「館外投票」での順位 | 持ち時間 |
| --- | ---------- | -------------- | -------------------------------- | -------------------- | -------------------- | -------- |
| 1 | 桂雀太     | 1,090,500      |                                  |                      |                      |          |
| 1 | 桂雀太     | 1,090,500      | 桂佐ん吉（『かぜうどん』）       | 4位（46票）          | 4位                  | 20分     |
| 1 | 桂雀太     | 1,090,500      | 桂雀太（『粗忽長屋』）           | 1位（106票） 1       | 2位（30.7%）         | 20分     |
| 1 | 桂雀太     | 1,090,500      | 笑福亭鉄瓶（『八五郎出世』）     | 3位（79票）          | 3位                  | 20分     |
| 1 | 桂雀太     | 1,090,500      | 笑福亭たま（『地獄八景』）       | 2位（58票）          | 1位（31.2%）2        | 20分     |
| 1 | 桂雀太     | 1,090,500      | 笑福亭風喬（『荒大名の茶の湯』） | 5位                  | 5位                  | 20分     |
| 2 | 桂ちょうば | 1,080,000      |                                  |                      |                      | 20分     |
| 2 | 桂ちょうば | 1,080,000      | 桂三四郎（『替り目』）           | 5位                  | 4位                  | 20分     |
| 2 | 桂ちょうば | 1,080,000      | 桂佐ん吉（『くしゃみ講釈』）     | 3位（65票）          | 5位                  | 20分     |
| 2 | 桂ちょうば | 1,080,000      | 桂ちょうば（『妾馬』）           | 1位（121票）1        | 1位（37.1%）2        | 20分     |
| 2 | 桂ちょうば | 1,080,000      | 笑福亭鉄瓶（『茶屋迎い』）       | 2位（78票）          | 2位（25.1%）         | 20分     |
| 2 | 桂ちょうば | 1,080,000      | 林家染吉（『夏の医者』）         | 4位                  | 3位                  | 20分     |
| - 1 総合順位を確定させる際に、全ての進出者における投票結果を、1票につき1ポイントに換算。そのうえで、「予選会」での結果を踏まえた規定に沿って、得票数1位の進出者に「ボーナスポイント」として20ポイントを加算した。 - 2 総合順位を確定させる際に、得票率1位の進出者に対して「ボーナスポイント」として10ポイントを加算。 |            |                |                                  |                      |                      |          |

### 第1回（2023年）大会
マルエスが冠スポンサーに付いたことから、「マルエスpresents 神戸新開地・喜楽館AWARD2023」という名称で開催。米井敬人（放送作家・落語作家・漫才作家）をブレーンに迎えたうえで、『なみはや亭』の公開収録と連動した「予選会」を、9月5日（火曜日）・6日（水曜日）・11日（月曜日）・12日（火曜日）の夜席で実施した。「予選会」の開催要項などを伊藤が記者会見で発表した7月31日（月曜日）からは、「優勝者」への賞金に充てるための募金箱を、「決勝」の当日（12月3日）まで館内に設置している。
「予選会」の開催に際しては、審査を希望するリスナーからの応募を「1日分につき（ハガキか電子メールで）1通」という条件で最大4日分まで受け付けた後に、抽選で1日につき200名（総勢800名）を招待。このように招待されたリスナーからの投票を、開催期間中に毎日実施したうえで、各日の得票数が1位の「挑戦者」に「決勝」への出場権を自動的に与えていた。さらに、各日の得票数で2位の「挑戦者」を対象に、全日程を通じて得票率が1位だった落語家を全日程の終了後に確定。該当者に対して、「ワイルドカード」扱いで「決勝」への出場を認めていた。ちなみに、第3日（9月11日）にはリスナーから最も多くの応募が寄せられていて、実際に「予選会」（挑戦者は後述）・「昼席」（桂文珍が出演）とも開館以来初めての「満席」に至っている。
「予選会」の日程・「挑戦者」・結果は下表の通りで、「決勝」へ進出することが確定した「挑戦者」には、高座名を太字で表記。持ち時間は「挑戦者」1名につき15分で、持ち時間を過ぎても演目の披露を続ける挑戦者には、披露を始めてから15分を経過した時点で伊藤が「イエローカード」を提示していた。さらに、持ち時間を2分以上超過しても「落ち」に至っていない挑戦者には、「レッドカード」を提示したうえで「失格」と扱った。伊藤は前述した記者会見で、「持ち時間」を「上方落語若手噺家グランプリ」（予選は8 -10分→決勝は11 - 13分）より長い15分間に設定したことについて、「（挑戦者が）マクラを振っても、しっかりとしたネタで勝負してもらえる」との願望を込めたことを明かしている。
| 日程 | 開催日                  | 挑戦者（開演直前の抽選で決まった出番順に表記）と演目（『 』内に表記） |
| --- | ----------------------- | --- |
| 第1日 | 2023年9月5日（火曜日）  | 笑福亭智六（『相撲場風景』）、桂まめだ（『にぎやか寿司』）、笑福亭風喬（『長短』）1・2、桂雀太（『いらちの愛宕詣り』）3、桂小鯛（『がまの油』）、桂雀五郎（『蔵丁稚』）                                  |
| 第2日 | 2023年9月6日（水曜日）  | 林家卯三郎（『蛇含草』）、笑福亭鉄瓶（『替り目』）3、森乃石松（『兵庫渡海鱶魅入』）、桂三四郎1（『かずとも』）、林家笑丸（『掛け取り怪談』）4、桂吉の丞（『いたりきたり』）、桂ひろば（『狸の化寺』）5   |
| 第3日 | 2023年9月11日（火曜日） | 桂三幸（『五百分の一』）、笑福亭喬介（『家見舞』）、林家染吉（『癪の合薬』）、笑福亭智之介（『やかん』）、桂そうば1（『手水廻し』）、笑福亭たま3（『憧れの人間国宝』）                                   |
| 最終日 | 2023年9月12日（水曜日） | 笑福亭べ瓶（『相撲場風景』）、桂咲之輔（『いらち車』）、露の団姫（『お血脈』）、桂佐ん吉3（『盗人の仲裁』）、桂ぽんぽ娘（『シングル・デブ』）、笑福亭生寿1（『鹿政談』）、桂しん吉（『駅名選定委員会』） |
| - 1 得票数2位。 - 2 最終日までの投票結果を集計したうえで、得票率1位の「ワイルドカード」枠で「決勝」に進出することが決定。 - 3 得票数1位につき、「決勝」へ進出することが自動的に決定。 - 4 伊藤から「レッドカード」を提示されたため、「失格」扱いで投票の対象から除外。 - 5 伊藤から「イエローカード」を提示されたが、「レッドカード」が出される前に演目の披露を終了。 |                         | |

『なみはや亭』では、「予選会」で披露された演目を収録した音源の大半を、全日程終了後の10月8日から2024年1月21日まで順次放送した。また、喜楽館では、「決勝」の当日と前週（2023年11月27日 - 12月2日）に組まれている「昼席」を「喜楽館AWARDウイーク」として開催。「決勝」へ進出した上記の落語家を中心に「番組」を編成する一方で、「昼席」への来場者を対象に、「優勝者」を予想させる投票企画を毎日実施していた。ちなみに、投票への参加者には2024年の阪神タイガース公式戦（阪神甲子園球場開催分）ペアチケット（または「昼席」のペア招待券）を抽選で毎日1名ずつ、予想が的中した参加者には抽選で5名に現金（1万円）を朝日放送ラジオから贈呈している。
「決勝」については、「マルエス・和田興産・神戸信用金庫の共同協賛による一般向けの有料興行」として、12月3日（『なみはや亭』放送後）の18:00から3時間余りにわたって開催。朝日放送ラジオでは18:00から21:30まで生中継、チケットぴあが運営する「PIA LIVE STREAM」で有料（喜楽館とは別の料金体系）による動画のライブ配信を実施した。また、朝日放送ラジオでの生中継のリスナー、radikoによるサイマル配信のリスナーおよび、「PIA LIVE STREAM」から配信されるライブ動画の視聴者からも、Googleアカウントの事前取得を条件に特設ページから「館外投票」を受付。受付の時間帯は生中継の開始（18:00）から終盤（20:45）までで、「館外投票」への参加者には、1,000円分のQUOカードが抽選で5名に贈られている。
実際には、上記の「館外投票」に観客からの投票（「館内投票」）を加味したポイント数（詳細前述）を基に、「総合順位」を算出。その結果、「総合順位」で1位になった桂雀太を、初代の「優勝者」に決定した。雀太は「館内投票」の得票数で1位、「館外投票」の得票数で2位ながら、ポイントの総数では笑福亭たまと僅差だったという。
優勝した雀太には、「決勝」の最中までに館内の募金箱へ寄せられた「浄財」の全額（109万500円）に加えて、朝日放送ラジオで後日に放送される30分間の冠特別番組および、同局がポッドキャストから1クール（3ヶ月）限定で配信するオリジナル番組へ出演する権利などが「副賞」として贈られた。「浄財」を集めるための募金箱には、現金以外に数種類の金券（ギフトカード、ビール券、おこめ券など）が入っていたものの、このような金券もすべて雀太の手に渡っている。なお、「決勝」から1週間後（12月10日）に編成されていた『なみはや亭』では、雀太が「決勝」で披露した『粗忽長屋』の同録音源や、伊藤から雀太への優勝者インタビューを放送。さらに、全進出者の「総合順位」をはじめ、「館内投票」「館外投票」での順位などが伊藤から正式に発表された（詳細前述）。

### 第2回（2024年）大会
「マルエスpresents 神戸新開地・喜楽館AWARD2024」として、「挑戦者」のエントリー受付を7月30日（火曜日）から開始。『なみはや亭』の公開収録と連動した「予選会」を、10月3日（木曜日）・4日（金曜日）・8日（火曜日）・9日（水曜日）の夜席で実施した。
開催の要項・「挑戦者」の資格要件・「投票」の方法などは第1回と同じで、優勝者には、8月から「決勝」の当日まで館内で集められた「浄財」の全額を「賞金」として贈呈。「決勝」については、「マルエスの協賛による一般向けの有料興行」として12月15日（日曜日）の夜席で開催するとともに、朝日放送ラジオが「『なみはや亭』の特別番組」扱いで中継することが発表されている。
「予選会」の日程・「挑戦者」・結果は下表の通りで、「決勝」へ進出することが確定した「挑戦者」には、高座名を太字で表記。「決勝」への進出者を決める方法は第1回と変わらず、「ワイルドカード」枠も設けていたが、「挑戦者」1名当たりの持ち時間が第1回の15分から12分に短縮されていた。
| 日程 | 開催日                  | 挑戦者（開演直前の抽選で決まった出番順に表記）と演目（『 』内に表記） |
| --- | ----------------------- | --- |
| 第1日 | 2024年10月3日（木曜日） | 笑福亭生寿（『近日息子』）1、露の眞（『コンパ大作戦』）、笑福亭飛梅（『アクセル指南』）、笑福亭呂竹（『穴蔵大工』）、桂雀五郎（『看板の一』）、桂ちょうば（『地獄巡り』）3 |
| 第2日 | 2024年10月4日（金曜日） | 桂吉の丞（『遊山舟』）1、桂ちきん（『看板の一』）、笑福亭喬介（『牛ほめ』）、桂ひろば（『お玉牛』）、露の団姫（『松山鏡』）、林家染吉（『夏の医者』）3                     |
| 第3日 | 2024年10月8日（火曜日） | 桂三四郎（『初天神』）1・2、森乃石松（『村芝居』）、桂佐ん吉（『妻の酒』）3、桂小鯛（『上燗屋』）、桂ぽんぽ娘（『伊藤と紗綾・時々ABC』）、桂三幸（『その川の向こう側』）   |
| 最終日 | 2024年10月9日（水曜日） | 桂咲之輔（『つぼ算』）、桂三河（『粗忽長屋』）、露の紫（『あいかぎの変』）1、笑福亭呂好（『淀川』）、桂そうば（『上燗屋』）、笑福亭鉄瓶（『テープレコーダー』）3           |
| - 1 得票数2位。 - 2 最終日までの投票結果を集計したうえで、得票率1位の「ワイルドカード」枠で「決勝」に進出することが決定。 - 3 得票数1位につき、「決勝」へ進出することが自動的に決定。 |                         | |

## 最寄り駅
- 神戸高速線（阪急電鉄・阪神電気鉄道・神戸電鉄）新開地駅より徒歩2分
- 神戸市営地下鉄山手線湊川公園駅・神戸電鉄有馬線湊川駅より徒歩5分
- JR西日本神戸駅より徒歩13分